# Рузский, Николай Владимирович

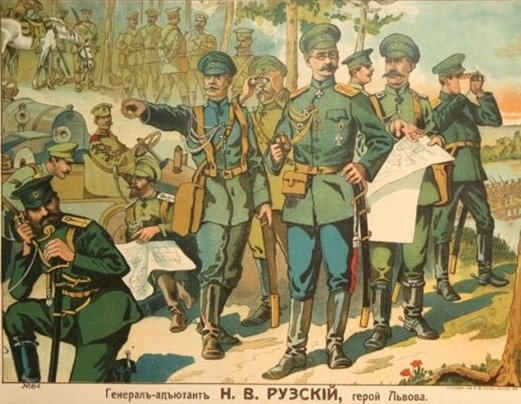
«Генерал-адъютант Н. В. Ру́зский. Герой Львова». Почтовая открытка времён Первой мировой войны

Никола́й Влади́мирович Ру́зский (6 [18] марта 1854 — 1 ноября 1918, Пятигорск) — генерал-адъютант (с 22 сентября 1914 года), генерал от инфантерии (с 29 марта 1909 года), член Военного (с 31 января 1909 года) и Государственного (с 17 марта 1915 года) советов. Участник русско-турецкой 1877—1878 годов, русско-японской 1904—1905 годов и Первой мировой войн. Играл важную роль в событиях Февральской революции.

## Биография
Из дворян Калужской губернии. Род Рузских берет своё начало от городничего уездного подмосковного города Руза в конце XVIII века Алексея Михайловича Лермонтова (Острожниковская линия рода Лермонтовых). Отец — Владимир Дмитриевич Рузский (1829—1855), чиновник XII класса. В раннем возрасте лишился отца и был взят под покровительство Московского опекунского совета.
В 1865 году поступил в первую петербургскую военную гимназию, которую окончил по первому разряду в 1870 году. Окончил Константиновское военное училище в 1872 году по первому разряду. Во время учёбы в училище был произведен в портупей-юнкеры.
Служил в лейб-гвардии Гренадерском полку. Вместе с ним служили будущий военный министр А. А. Поливанов (1915—1916) и генерал В. В. Сахаров (помощник Августейшего Главнокомандующего армиями Румынского фронта в Первую мировую войну). Участвовал в русско-турецкой войне 1877—1878 годов, командуя ротой. При взятии крепости Горный Дубняк был ранен. За отвагу и мужество был награждён орденом Святой Анны 4-й степени с надписью «За храбрость». В июле 1878 года прикомандировывается к запасному батальону для подготовки к поступлению в Николаевскую Академию Генерального Штаба.
В 1881 году окончил Николаевскую Академию Генерального Штаба по первому разряду. Во время обучения его преподавателями в Академии были будущие генералы А. Ф. Редигер, А. Н. Куропаткин, В. А. Сухомлинов под руководством генерала М. И. Драгомирова. С 5 декабря 1881 года помощник старшего адъютанта штаба Казанского военного округа.
В 1884 году женился на дочери отставного капитана Зиновии Александровне Боржезовской. Имел трёх дочерей.
С 11 марта 1882 по 26 ноября 1887 года — старший адъютант штаба Киевского военного округа. В мае — октябре 1881 года командовал батальоном 131-го пехотного Тираспольского полка. С 26 ноября 1887 года начальник штаба 11-й кавалерийской дивизии. С 19 марта 1891 года — начальник штаба 32-й пехотной дивизии. С 23 июля 1896 года командир 151-го пехотного Пятигорского полка. С 13 декабря 1896 года окружной генерал-квартирмейстер штаба Киевского военного округа. Во время службы в Киевском военном округе пользовался большим авторитетом и уважением среди сослуживцев и начальства. С 10 апреля 1904 года начальник штаба Виленского военного округа.
Во время русско-японской войны 1904—1905 годов был начальником штаба 2-й Маньчжурской армии. Участвовал в сражении при Сандепу и в Мукденском сражении. Отмечался офицерами Генерального штаба как один из лучших генералов и ценных работников. При отступлении от Мукдена, находясь в арьергарде армии, вследствие падения с лошади получил травму, но остался в действующей армии.
В 1906 году участвует в разработке «Положения о полевом управлении войсками в военное время». С мая 1907 года — член Верховного военно-уголовного суда по расследованию дела о сдаче Порт-Артура. С 6 октября 1906 года — командир 21-го армейского корпуса. Отчислен от командования ввиду слабого здоровья.
С декабря 1909 (январь 1910 года по новому стилю) член Военного совета при военном министре, занимался разработкой уставов и наставлений, был одним из авторов Полевого устава 1912 года. 7 февраля 1912 года вновь назначен на важнейший пост в армии: помощника командующего войсками Киевского военного округа — по существовавшему плану в случае войны с Германией и Австро-Венгрией командующий войсками округа генерал Н. И. Иванов назначался главнокомандующим войсками Юго-Западного фронта, а Рузский — командующим армией, сформированной на базе Киевского военного округа.

### Первая мировая война

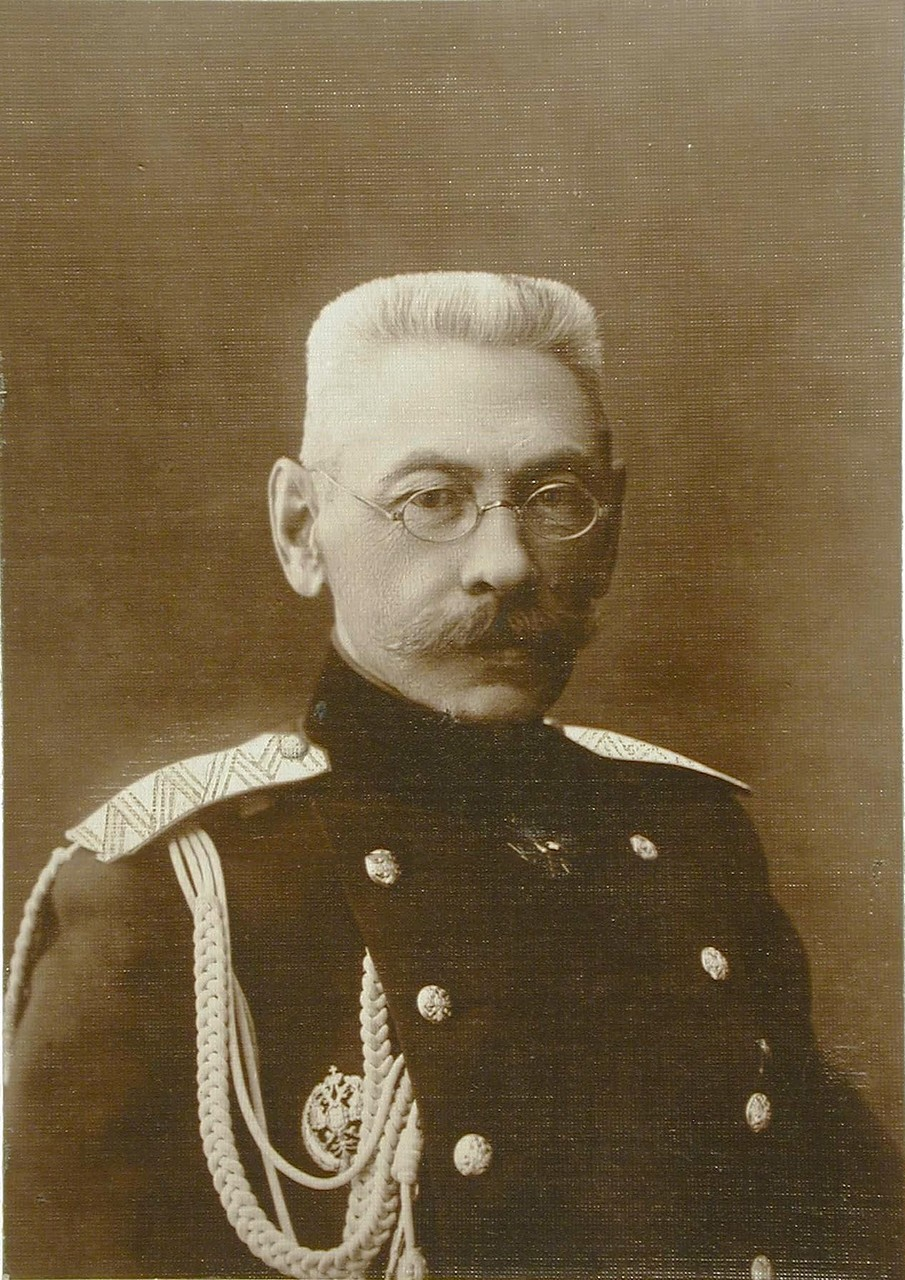

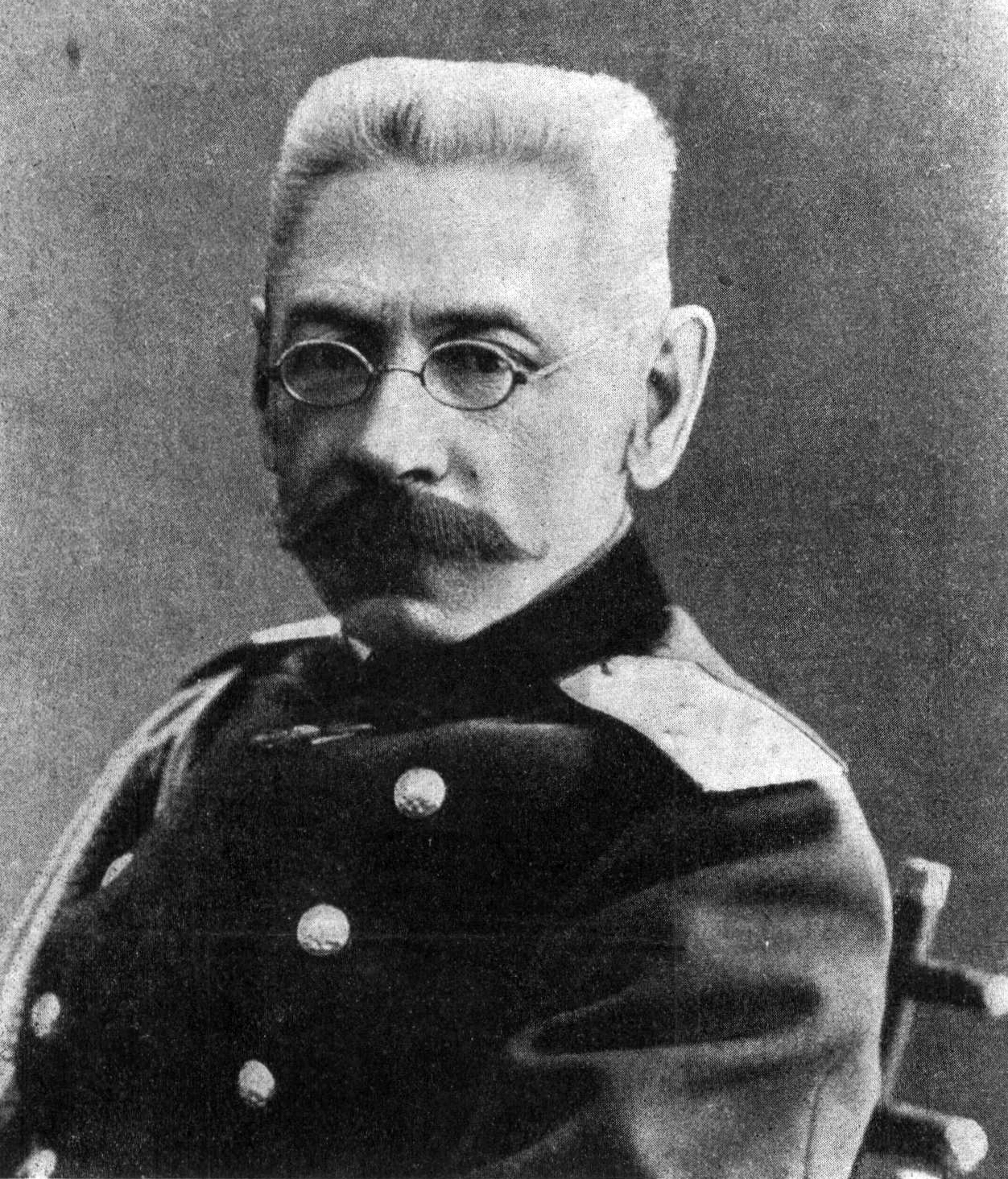
Н. В. Рузский, 1914

С 19 июля по 3 сентября 1914 года командовал 3-й армией. В начале войны несмотря на поступавшие сведения об австрийском наступлении в направлении Люблин — Холм упорно продолжал наступление на Львов. За бои с австрийцами и в первую очередь за взятие Львова вдвойне награждён орденом Святого Георгия 4-й и 3-й степени (ВП 23 августа 1914 года). За Галицийскую битву награждён орденом Святого Георгия 2-й степени (ВП 22 октября 1914 года), став, вместе с Н. И. Ивановым, Великим князем Николаем Николаевичем Младшим и Н. Н. Юденичем, одним из четырёх высших военачальников награждённых этой очень высокой наградой. Обрёл славу «завоевателя Галиции» и громкую славу в общественных, в том числе оппозиционных кругах.
С 3 сентября 1914 года — Главнокомандующий армиями Северо-Западного Фронта. Под его командованием войска фронта сражались в Варшавско-Ивангородской, Лодзинской (во время которой, несмотря на достигнутый успех 1-й и 10-й армий Рузский отдал приказ об отступлении, из-за чего попавшая в окружение группа германских войск генерала Р. Шеффер-Бояделя смогла выйти из окружения) и Августовской операциях (в последней именно его действия стали причиной катастрофы 10-й армии). Как военачальник имел привычку обвинять подчиненных в своих неудачах, в частности, добился отстранения командующих армиями — П. К. Ренненкампфа и С. М. Шейдемана на Седлецком совещании Ставки, тем самым оправдывая свой приказ о свертывании наступления войск его фронта. Однако деятельностью данных генералов небезосновательно выражало недовольство военное командование Ставки и военный министр. 13 марта 1915 года Рузский заболел и покинул фронт, сдав командование генералу М. В. Алексееву.
17 марта 1915 года назначен членом Государственного, а 20 мая 1915 года также Военного советов. Вернулся на высший командный пост благодаря личному решению императора Николая II, несмотря на ранее выявившиеся его недостатки как военачальника.
С 30 июня — командующий 6-й армией. С 18 августа 1915 года — Главнокомандующий армиями Северного фронта. В декабре 1915 года Рузский заболел и 6 декабря сдал командование фронтом.

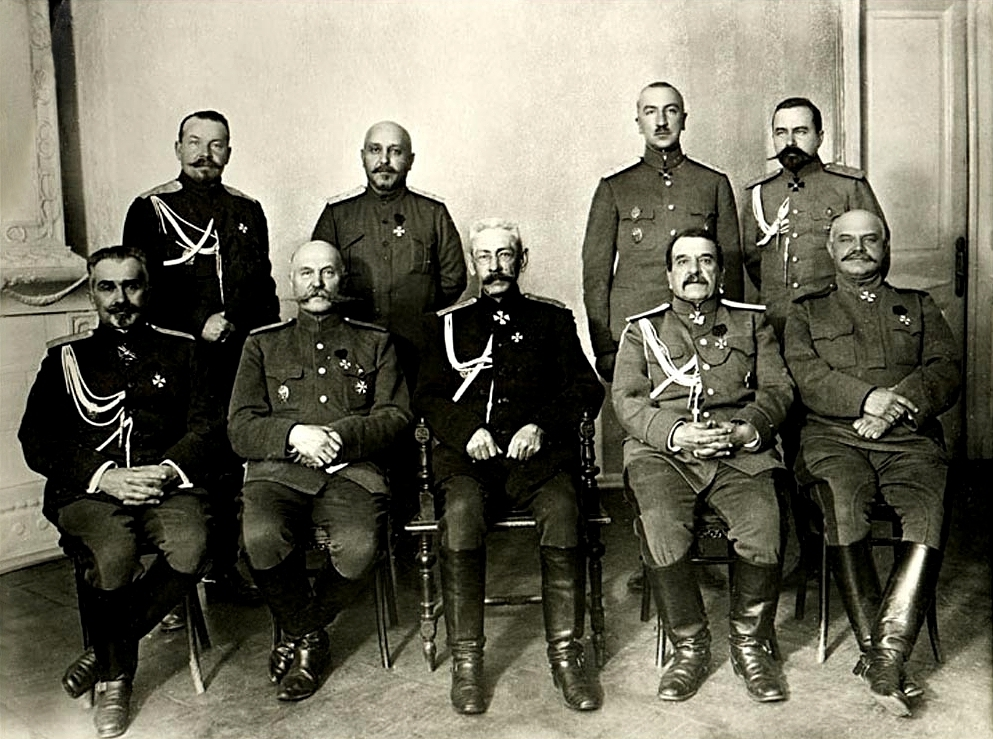
Командование Северного фронта.
Сидят, слева направо: начальник штаба армий Северного фронта генерал от инфантерии Ю. Н. Данилов, командующий 1-й армией генерал от кавалерии А. И. Литвинов, главнокомандующий армиями Северного фронта генерал-адъютант Н. В. Рузский, командующий 12-й армией генерал от инфантерии Р. Д. Радко-Дмитриев, командующий 5-й армией генерал от кавалерии А. М. Драгомиров. Стоят, слева направо: генерал-квартирмейстер штаба армий Северного фронта генерал-майор В. Г. Болдырев, начальник штаба 1-й армии генерал-лейтенант И. З. Одишелидзе, начальник штаба 12-й армии генерал-лейтенант В. В. Беляев, начальник штаба 5-й армии генерал-лейтенант Е. К. Миллер Конец 1916 — начало 1917 гг.

Позже вернулся на должность Главнокомандующего армиями Северного фронта 1 августа 1916 года. На посту главкома войсками фронта отличался осторожностью и избегал решительных действий и крупных войсковых операций.
Руководил неудачным наступлением Северного фронта в июле 1917 г.

### Участие в Февральской революции

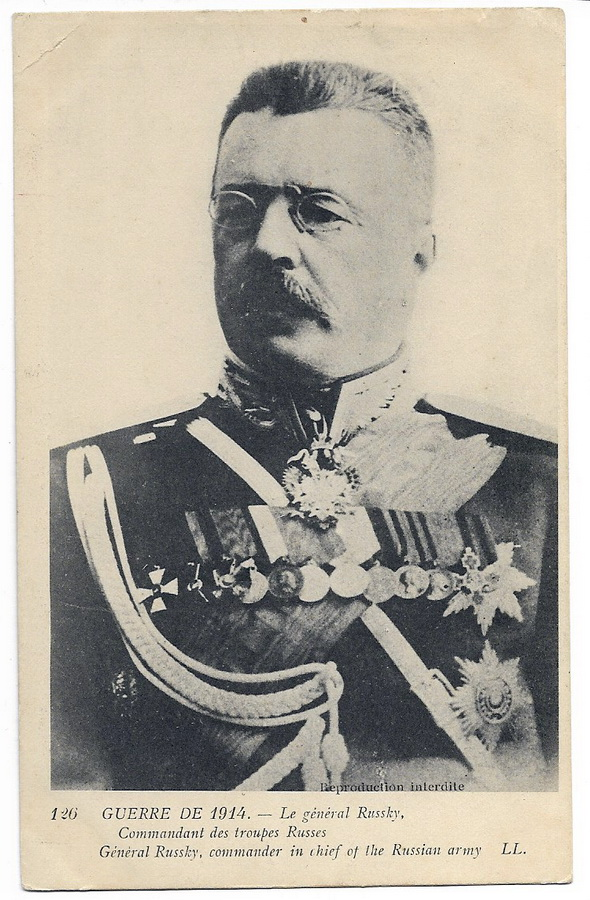

Сыграл выдающуюся роль в отречении Николая II. По воспоминаниям графа Фредерикса, присутствующего при отречении Николая II, известным в изложении графини М. Э. Клейнмихель, Н. В. Рузский будто бы грубым насилием принудил колеблющегося царя подписать заготовленное отречение от престола. Рузский держал Николая II за руку, другой рукой прижав к столу перед ним заготовленный манифест об отречении и грубо повторял: «Подпишите, подпишите же. Разве Вы не видите, что Вам ничего другого не остаётся. Если Вы не подпишете — я не отвечаю за Вашу жизнь». Николай II во время этой сцены смущённо и подавленно смотрел вокруг.
Адвокат Н. П. Карабчевский оставил воспоминания, записанные со слов жены князя императорской крови Иоанна Константиновича Елены Петровны, что когда она содержалась в екатеринбургской тюрьме, то её навещал врач цесаревича В. Н. Деревенко, который рассказал ей об отзыве Николая II о Н. В. Рузском, сделанном уже в ссылке: «Бог не оставляет меня, Он даёт мне силы простить всех моих врагов и мучителей, но я не могу победить себя ещё в одном: генерал-адъютанта Рузского я простить не могу!»
По утверждению Мультатули, в беседе с генералом С. Н. Вильчковским в 1918 году генерал Н. В. Рузский подробно рассказывал о стойком сопротивлении Николая II оказываемому на него давлению по введению «ответственного министерства». По замыслу оппозиции это министерство должно было подчиняться не Императору, а главе кабинета, в свою очередь ответственного перед Думой. То есть, заговорщики стремились к введению парламентского строя в России, что шло вразрез с существующим законодательством Империи. На горячие доводы Рузского о необходимости немедленного введения ответственного министерства: "Государь возражал спокойно, хладнокровно и с чувством глубоко убеждения. Основная мысль Государя была, что он для себя в своих интересах ничего не желает, ни за что не держится, но считает себя не в праве передать всё дело управления Россией в руки людей, которые сегодня, будучи у власти, могут нанести величайший вред Родине, а завтра умоют руки, «подав с кабинетом в отставку». «Я ответственен перед Богом и Россией за всё, что случится и случилось», сказал Государь, «будут ли министры ответственны перед Думой и Государственным советом — безразлично. Я никогда не буду в состоянии, видя, что делается министрами не ко благу России, с ними соглашаться, утешаясь мыслью, что это не моих рук дело, не моя ответственность». Рузский старался доказать Государю, что его мысль ошибочна, что следует принять формулу: «государь царствует, а правительство управляет». Государь говорил, что эта формула ему непонятна, что надо было иначе быть воспитанным, переродиться. Генерал Рузский спорил, возражал, доказывал и наконец после полутора часов получил от Государя соизволение, что он согласен на ответственное министерство. Остается совершенно непонятным, почему царь вдруг изменил своим убеждениям и согласился. Анализ документов приводит к выводу, что это решение принималось от имени Государя, но не самим Государем.

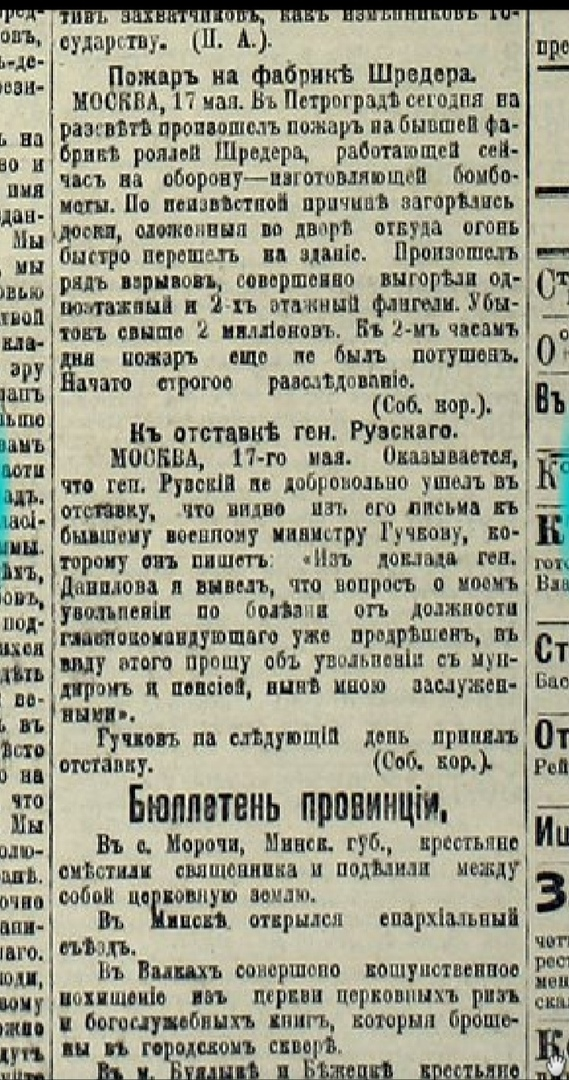
Газета «Киевлянин» от 16 мая 1917 года № 120

Согласно Петру Мультатули, делясь своими воспоминаниями уже после свержения монархии и большевистского переворота, незадолго до смерти, генерал Рузский уверял, что перед тем, как Император дал своё согласие, он, Рузский, заметил, что в Государе произошла «какая-то перемена». Государь «проявлял что-то похожее на безразличие».
В 1917 году Рузский гордился своей ролью в отречении императора, но позднее высказывал сожаление, что нарушил в те дни присягу и не поддержал императора.
После Февральской революции активно выступал за поддержание дисциплины в армии, в результате чего имел разногласия с военным министром А. И. Гучковым.
25 апреля (8 мая) 1917 года, числящийся по генеральному штабу, Главнокомандующий армиями Северного фронта, Член Государственного и Военного советов, генерал от инфантерии Н. В. Рузский уволен, за болезнью, от должности Главнокомандующего армиями Северного фронта, с оставлением членом Государственного и Военного советов. Уехал в Кисловодск.
Но исходя из письма Н. В. Рузского бывшему военному Министру Гучкову следует, что увольнение его было не добровольным, так он пишет: «Из доклада генерала Данилова я вывел, что вопрос увольнения по болезни от должности главнокомандующего уже предрешен, в виду этого прошу об увольнении с мундиром и пенсией, ныне мною заслуженной».

### После Октябрьской революции
Был арестован 11 сентября 1918 года в Ессентуках красными. Отказался возглавить части Красной армии, ссылаясь на неприятие войны «русских с русскими». По данным белогвардейской комиссии по расследованию преступлений большевиков, 19 октября 1918 года (1 ноября по новому стилю) был выведен на Пятигорское кладбище в составе группы заложников и зарублен кинжалом чекистом Г. А. Атарбековым. Генерал, согласно показанию свидетеля, скончался после пяти нанесённых ему ударов прикладами винтовок, не издав при этом ни единого стона. 
Н.В. Рузский оставил воспоминания, приведенные в книге «Отречение Николая II. Воспоминания очевидцев»: Красная газета, 1927. В 1990 вышло ее репринтное издание.

## Воинские звания
- В службу вступил (05.08.1870)[12]
- Подпрапорщик (17.07.1872)
- Прапорщик (11.08.1873)
- Подпоручик (30.08.1875)
- Поручик (27.03.1877)
- Штабс-капитан (16.04.1878)
- Капитан (05.12.1881)
- Подполковник (28.03.1882)
- Полковник (24.03.1885)
- Генерал-майор (13.12.1896)
- Генерал-лейтенант (06.04.1903)
- Генерал от инфантерии (29.03.1909)
- Генерал-адъютант (22.09. 1914)

## Награды
российские:
- Орден Святой Анны 4 ст. с надписью «За храбрость» (1877)
- Орден Святой Анны 3 ст. с мечами и бантом (1878)
- Орден Святого Станислава 2 ст. (1883)
- Орден Святой Анны 2 ст. (1888)
- Орден Святого Владимира 4 ст. (1891)
- Орден Святого Владимира 3 ст. (1894)
- Орден Святого Станислава 1 ст. (1899)
- Орден Святой Анны 1 ст. с мечами (1905)
- Орден Святого Владимира 2 ст. с мечами (1905)
- Орден Белого Орла (06.12.1911)
- Орден Святого Александра Невского (06.12.1913)
- Орден Святого Георгия 4 ст. (23.08.1914)
- Орден Святого Георгия 3 ст. (23.08.1914)
- Орден Святого Георгия 2 ст. (22.10.1914)

иностранные:
- Румынский Железный Крест (1878)
- Румынский Орден Звезды Румынии большой офицерский крест (1899)
- Персидский Орден Льва и Солнца 1 ст. (1902)
- Британский орден Святых Михаила и Георгия большой крест (1915)[14]
- Французский орден Почётного легиона большой офицерский крест (1915)[14]
- Французский Военный крест с пальмовой ветвью

## В воспоминаниях современников
- протопресвитер о. Георгий Шавельский: «От него веяло спокойствием и уверенностью. Говорил он сравнительно немного, но всегда ясно и коротко, умно и оригинально; держал себя с большим достоинством, без тени подлаживания и раболепства»[15].